# Gauthier (évêque de Nevers)
Pour les articles homonymes, voir Gauthier.
Gauthier, mort le  11 janvier 1202, est un prélat français du XIIe siècle et du début du  XIIIe siècle.

## Biographie
Probablement issu de la Maison de Pougy, Gauthier est archidiacre de Troyes, lorsqu'il devient évêque de Nevers en 1196. 
L'évêque travaille de concert avec Hugues de Noyers, évêque d'Auxerre, à purger son diocèse des poplicains, espèce d'hérétiques manichéens qui, échappés d'Orléans, se sont réfugiés dans le  Nivernais.  En 1198, un certain Tétric, chef de cette secte, est pris aux environs de Corbigny et livré aux flammes du bûcher. Bernard, doyen du chapitre de Nevers, et Regnauld, abbé de Saint-Martin sont accusés de cette hérésie et traduits devant le concile provincial de Sens. 
En 1201, Gautier règle la fondation des prébendes de la collégiale de Saint-Léger de Tannay, et décide que l'élection du prévôt appartient aux chanoines, à la condition de le choisir parmi ceux de la cathédrale de Nevers. Il abandonne sa fonction d'évêque cette année-là. 